# Réseau à valeur ajoutée
 (mars 2023).
Si vous disposez d'ouvrages ou d'articles de référence ou si vous connaissez des sites web de qualité traitant du thème abordé ici, merci de compléter l'article en donnant les références utiles à sa vérifiabilité et en les liant à la section « Notes et références ».
Un réseau à valeur ajoutée (VAN, pour l'anglais value-added network) est un réseau de télécommunications assurant certaines fonctions de traitement de l'information en plus de son transport, par exemple un système de messagerie vocale, la consultation de bases de données ou des liaisons interbancaires.